# سیاره کوتوله
سیارهٔ کوتوله (به انگلیسی: Dwarf planet) در تعریف اتحادیهٔ بین‌المللی اخترشناسی (مرجع رسمی برای نوآوردن زبان‌زدها و واژه‌های مربوط به اخترشناسی) از برخی جرم‌های آسمانی در منظومهٔ شمسی، جرمی دارای ۴ ویژگی زیر است:
۱. در مداری به دور خورشید می‌گردد.
۲. آنقدر جرم دارد تا خودگرانی آن بر نیروهای جسم صلب غلبه کرده، جسمی با تعادل هیدرواستاتیک (تقریباً گِرد) به وجود آید.
۳. تمام مسیر (مدار) خود را از اجرام ریز و درشت جارو نکرده‌است (آن‌ها جذب یا دفع نکرده)
۴. قمر یک سیاره نیست.
حد بالا و پایینی برای اندازه و جرم سیاره‌های کوتوله، دقیقاً مشخص نشده‌است. البته حد پایین را تعادل هیدرواستاتیک تعیین می‌کند، اما اندازه‌ای که در آن، این تعادل را برقرار می‌سازد، ممکن است با توجه به ترکیب و تاریخچهٔ جسم تغییر کند. برآورد می‌شود که در سال‌های پیشِ رو، ۴۰ تا ۵۰ سیارهٔ کوتوله کشف شود.
در حال حاضر پنج سیارهٔ کوتوله در سامانه خورشیدی به ثبت رسیده است. مثلاً سیاره‌های کوتولهٔ سرس، پلوتون، هائومیا، ماکی‌ماکی و اریس. سِرس پیش از این یک سیارک به حساب می‌آمد، پلوتون یک سیاره بود، و اریس که با نام زینا (Xena) نیز شناخته می‌شود، نخستین جسم فرانپتونی بود که دریافتند کمی از سیارهٔ مادر پلوتون بزرگ‌تر است.

### کتابشناسی
- کارتونن، هانو. مبانی ستاره‌شناسی. ترجمهٔ غلامرضا شاه‌علی. شیراز: انتشارات شاهچراغ. شابک ۹۷۸-۹۶۴-۲۶۳۲-۷۴-۹.